# Златно сечение
Златно сечение (известно още като златна пропорция, златен коефициент или божествена пропорция) в математиката е число, което изразява такова съотношение на двете части на цяло {\displaystyle a+b}, че по-голямата част {\displaystyle a} се отнася към по-малката {\displaystyle b} така, както цялото към по-голямата:
{\displaystyle {\frac {a}{b}}={\frac {a+b}{a}}}.
Това е ирационално число и обикновено се отбелязва с гръцката буква φ, а стойността му е приблизително равна на 1,618:
{\displaystyle \varphi ={\frac {1+{\sqrt {5}}}{2}}\approx 1,618}
Геометрично се илюстрира с отсечка, разделена на две неравни части с такива дължини, че цялата отсечка се отнася към по-дългата част така, както по-дългата част към по-късата.
Златното сечение е не само математическо понятие, но и символ за красота, хармония и съвършенство в изкуството, науката и природата. Терминът „златно сечение“ е въведен от Леонардо да Винчи като пропорция за „идеалното човешко тяло“. То е било познато на египтяните и древните гърци още в Античността. Представата за хармония и отношение е в основата на философските идеи на Питагор. Египетските пирамиди и Партенонът са пример за използването на пропорцията φ в архитектурата.

## История
В достигналата до нас антична литература златното сечение се среща за първи път в „Елементи“ на Евклид. След Евклид с изучаване на това отношение са се занимавали и други древногръцки философи. В средновековна Европа златното сечение достига чрез преводите на „Елементи“ на Евклид, а преводачът Дж. Кампано от Навара (III в.) прави първите коментари към преводите. По това време свойствата на златното отношение са пазени ревностно в тайна, известни единствено на посветените.
В епохата на Ренесанса интересът на учените и художниците към това число се засилва във връзка с неговото приложение в геометрията, в изкуството и най-вече в архитектурата. През 1509 г. във Венеция е издадена книгата на монаха Лука Пачоли „Божествена пропорция“ с илюстрации, които се предполага, че са дело на Леонардо да Винчи. Книгата е възторжен химн на златното сечение, в която не се пропуска да се спомене дори „божествената същност“ на числото като изражение на божието триединство.
Леонардо да Винчи също отделя голямо внимание на изучаването на златното отношение. Той го използва като пропорция за „идеалното човешко тяло“. Именно той въвежда понятието „златно сечение“ в резултат на множеството опити, които прави със сечения на стереометрично тяло, образувано от правилни петоъгълници, като достига до извода, че получените фигури са правоъгълници с отношение на страните, равно на златното отношение.
По това време в Северна Европа Албрехт Дюрер работи над същите проблеми. Според едно от неговите писма той се е срещал с Лука Пачоли при едно от пребиваванията му в Италия. Албрехт Дюрер подробно разработва теорията за пропорциите на човешкото тяло. Важно място в неговата работа заема златното отношение. Той установява, че ръстът на човека се дели в златно отношение от линията на кръста.
Астрономът Йохан Кеплер през XVI век нарича златното отношение едно от съкровищата на геометрията. Той първи отбелязва приложението на златното сечение в ботаниката.
През 1855 г. немският изследовател Адолф Цайзинг публикува своя труд „Естетически изследвания“, в който обявява златното сечение за универсално във всички явления в природата и изкуството. Цайзинг извършва около две хиляди измервания на човешки тела и достига до извода, че златното сечение изразява средностатистически закон. Той показва, че деленето на тялото в точката на пъпа е най-добрия пример на златно отношение. Пропорциите на мъжкото тяло се колебаят около отношението 13:8 = 1,625 и са много по-близки до златната пропорция, отколкото женското тяло, чието средно отношение е 8:5 = 1,6. Пропорцията на златното сечение се проявява и при други части на тялото.

## Математически свойства

### Определяне на стойността
Две числа a и b са в зависимост, наречена златно сечение, ако отношението на по-голямото към по-малкото е равно на отношението на сбора им към по-голямото, което записано математически дава следната формула:
{\displaystyle {\frac {a}{b}}={\frac {a+b}{a}}}.
При умножаване двете страни на равенството с a/b и заместване на a/b с φ се получава следното уравнение:
{\displaystyle \varphi ^{2}=\varphi +1}
където
{\displaystyle \varphi ={\frac {a}{b}}}
На това уравнение единственото решение е:
{\displaystyle \varphi ={\frac {1+{\sqrt {5}}}{2}}\approx 1,6180339887...}

### Алтернативни форми за представяне
Тъй като {\displaystyle \varphi =1+{\frac {1}{\varphi }}}, то φ може да се представи като верижна дроб:
{\displaystyle \varphi =1+{\frac {1}{1+{\frac {1}{1+{\frac {1}{1+{\frac {1}{1+...}}}}}}}}}
Друг начин на представяне следва от {\displaystyle \varphi ^{2}=1+\varphi }, при заместване на φ:
{\displaystyle \varphi ={\sqrt {1+{\sqrt {1+{\sqrt {1+{\sqrt {1+\cdots }}}}}}}}}
Също
{\displaystyle \varphi =2\cos(\pi /5)=2\cos 36^{\circ }.\,}
което се получава от факта, че отношението на дължината на диагонала на правилен петоъгълник към негова страна е равно на φ.

### Алгебрични свойства
От уравнението
{\displaystyle \varphi ^{2}=\varphi +1}
следва, че φ е единственото положително число, което се превръща в реципрочното си при изваждане на единица:
{\displaystyle {\frac {1}{\varphi }}=\varphi -1\approx 0,6180339887...}
Непосредствено следва и че
{\displaystyle \forall n\in \mathbb {N} ,\varphi ^{n}=\varphi ^{n-1}+\varphi ^{n-2}}
което е аналог на рекурентната връзка задаваща числата от редицата на Фибоначи, {\displaystyle F_{n}=F_{n-1}+F_{n-2}}
φ също е и границата, към която клони отношението на два последователни члена от редицата на Фибоначи:
{\displaystyle \varphi =\lim _{n\to \infty }{\frac {F_{n+1}}{F_{n}}}}

#### Ирационалност и алгебричност
Златното сечение е ирационално число; тоест не може да бъде представено като частно на две цели числа, а записът му представлява безкрайна непериодична дроб. Първите 50 знака след десетичната запетая на златното сечение са дадени от записа
{\displaystyle \varphi =1{,}61803\,\,39887\,\,49894\,\,84820\,\,45868\,\,34365\,\,63811\,\,77203\,\,09179\,\,80576\,\,\ldots }. [26]
Към 14 февруари 2021 г. са изчислени и проверени 10 трилиона (10 × 1012) знака след десетичната запетая на φ. В допълнение, 20 трилиона цифри вече са изчислени, но все още не са проверени.
Причината, поради която {\displaystyle \varphi ={\tfrac {1+{\sqrt {5}}}{2}}} е ирационално, се крие зад ирационалността на {\displaystyle {\sqrt {5}}}.
Доказателството, че {\displaystyle {\sqrt {5}}} е ирационално, е аналогично на доказателството на Евклид за ирационалността на корена от 2. В доказателството се използва основната теорема на аритметиката. Да приемем, че {\displaystyle {\tfrac {p}{q}}={\sqrt {5}}} е напълно съкратена дроб {\displaystyle {\tfrac {p}{q}}} с положителни цели числа {\displaystyle p,q}, тогава
{\displaystyle p^{2}=5q^{2}}.
Така че {\displaystyle p^{2}} и следователно {\displaystyle p} се дели на {\displaystyle 5}, тъй като {\displaystyle 5} е просто число. Това означава, че {\displaystyle p} има прост делител {\displaystyle 5} и това се появява в четно число при {\displaystyle p^{2}}, тъй като всички прости множители се удвояват при повдигане на квадрат. Тъй като {\displaystyle p} и {\displaystyle q} са взаимно прости – предполага се, че {\displaystyle {\tfrac {p}{q}}} е напълно пресечен – простият множител {\displaystyle 5} не се появява никъде в {\displaystyle q}. Следователно, появява се само веднъж в {\displaystyle 5q^{2}}. Това е противоречие с недвусмисленото разлагане на прости фактори, което гласи, че трябва да има равен брой петици от двете страни, но {\displaystyle 1} не е четно число. Не на последно място, {\displaystyle {\tfrac {1}{2}}+{\tfrac {\sqrt {5}}{2}}} също трябва да е ирационално, тъй като ирационалните числа са в произведение с рационални числата (с изключение на 0) и в сумата с рационални числа отново са ирационални.
Златното число е алгебрично число от степен 2 и може да бъде конструирано с помощта на линия и пергел. Това го отличава от други математически константи, като числото на Лудолф {\displaystyle \pi } или числото на Непер {\displaystyle \mathrm {e} }, които са трансцендентни и следователно не са корен на неконстантен полином с рационални коефициенти.

### Геометрични свойства
Златното сечение е число, което често се появява в геометрията и най-вече във фигури, свързани с петоъгълна симетрия. Отношението на диагонал към страна в правилен петоъгълник е равно на φ.

#### Геометрично построение
Отсечката AB може да се раздели от точката S, така че {\displaystyle {\frac {|AB|}{|AS|}}={\frac {|AS|}{|SB|}}=\varphi } по следния начин:
1. В точка B се построява перпендикуляр към AB и върху тази права се определя точка C, така че BC да е равна на половината на AB.
2. След това се построява окръжност с център точка C и радиус BC, която пресича AC в точка D.
3. След това се построява окръжност с център точка A и радиус AD, която пресича AB в точка S.

#### Златни геометрични фигури
- Златен правоъгълник е правоъгълник, при който отношението на страните е равно на златното сечение.

При премахването на квадрат със страни, равни на по-малката страна на златен правоъгълник, остатъкът е отново правоъгълник със съотношение на страните, равно на φ, т.е. при премахването на квадрат от златен правоъгълник се получава отново златен правоъгълник. Това се доказва лесно, като се използват алгебричните свойства на φ и лицата на правоъгълниците.
При повтаряне на тази последователност се получава поредица от все по-малки златни правоъгълници, като диагоналите на всички малки правоъгълници лежат на диагоналите на първоначалния правоъгълник или на първия отрязан правоъгълник.
- Златен триъгълник е равнобедрен триъгълник, при който отношението на дължините на бедрото и основата е равно на златното сечение.

Съществуват два вида триъгълници, при които отношението на дължините на бедрото и основата е равно на златното сечение: остроъгълен (при който основата е по-малка от бедрото и ъгълът при върха е 36°, а ъглите при основата са 72°) и тъпоъгълен (при който основата е по-голяма от бедрото и ъгълът при върха е 108°, а ъглите при основата са 36°). Вторият вид триъгълници често се нарича сребърен триъгълник.
Във всеки златен триъгълник може да се впише едновременно един сребърен и един златен триъгълник, който е φ пъти по-малък.
Пентаграмът е фигура, образувана от 5 златни триъгълника, вписани в правилен петоъгълник Всяка от петте линии, съставящи тази фигура, дели другата в златно отношение.
- Златна спирала е спирала, която се образува при вписване на четвърт от окръжност във всеки квадрат, получен при безкрайно разделяне на златен правоъгълник в поредица от все по-малки златни правоъгълници. Тази спирала се доближава до логаритмична спирала с център пресечената точка на диагоналите на първите два правоъгълника.

## Златно сечение в архитектурата
Въпреки че не съществуват писмени свидетелства, останали от древните египтяни, смята се, че те са познавали златното сечение, защото отношения, близки до неговата стойност, се срещат в пропорциите на пирамидите. Например отношението на височината на страна на пирамидата в Гиза към нейната дължина в основата е равно на φ/2.
Древните гърци също са познавали това число благодарение на техните познания по геометрия, но не съществуват доказателства, че те са отдавали значение на златното сечение за разлика от числото Пи например. Най-ярък пример за използването на отношението φ в гръцката архитектура е храмът Партенон в атинския Акропол, където златното сечение може да се намери в повечето архитектурни детайли. Цялостното присъствие на това отношение в Партенона, построен от Фидий, налага и използването на първата буква от неговото име φ за отбелязване на златното сечение.
Средновековните архитекти подобно на древните гърци са съчетавали изкуство и геометрия в своите творения и по този начин са използвали златното сечение в проектирането и строителството на църкви и катедрали. Като пример за златно отношение в Средновековието може да се даде катедралата Парижката света Богородица. На фасадата на тази катедрала се вижда, че всеки архитектурен елемент се отнася към някой от останалите в златно сечение, както и че цялата фасада се вписва в златен правоъгълник.
Принципът на златното сечение намира място и в съвременната архитектура. В средата на XX век швейцарският архитект льо Корбюзие създава скала от отношения за архитектурни форми на базата на златното сечение, наречена Modulor, която се използва широко в модерната архитектура.
Според някои източници зрителното поле на човека, с приблизително отношение на ширината към дължината от 16/9, което е близо до златното сечение, е причина и за новия стандарт на широкоекранните резолюции – 16/9.